# Andrej Štremfelj
Andrej Štremfelj, slovenski alpinist, * 17. december 1956, Kranj.
Štremfelj se je z alpinizmom začel ukvarjati pri 16 letih, leta 1982 pa postal tudi gorski vodnik. V zgodovino slovenskega alpinizma se je vpisal 13. maja 1979, ko sta z Nejcem Zaplotnikom kot prva Slovenca in hkrati prva Jugoslovana stopila na vrh Mount Everesta. 
Štremfelj je osvojil še več drugih osemtisočakov, na Mount Everest pa se je kasneje povzpel še enkrat.
Leta 1992 je za osvojitev gore Kangčendzenge z Markom Prezljem dobil Bloudkovo nagrado in Zlati cepin. Leta 2018 je kot prvi slovenski alpinist prejel zlati cepin za življenjsko delo.
O svojem življenju je napisal knjigo Kristali sreče, ter skupaj z ženo Marijo tudi knjigo Objem na vrhu sveta.